# オリビエ・バーノン
オリビエ・バーノン（Olivier Vernon 1990年10月7日- ）フロリダ州マイアミ出身のアメリカンフットボール選手。現在NFLのクリーブランド・ブラウンズに所属している。ポジションはディフェンシブエンド。

## 経歴

### プロ入り前
マイアミ大学で3シーズンプレーした後、2012年のNFLドラフト3巡でマイアミ・ドルフィンズに指名されて入団した。ドルフィンズがマイアミ大学の選手をドラフト指名するのは、2004年にバーノン・ケアリーを指名して以来8年ぶりであった。

### マイアミ・ドルフィンズ
2012年10月28日の第8週ニューヨーク・ジェッツ戦ではジミー・ウィルソンがブロックしたパントをエンドゾーン内でリカバーしタッチダウンをあげた。この試合の後半さらに相手FGをブロックして、AFC週間MVPスペシャルチーム部門に選ばれた。この年先発出場はなかったものの全16試合に出場し、32タックル、3.5サックをあげた。
2013年、トレーニングキャンプではジャレッド・オドリック、ディオン・ジョーダンと先発DE（キャメロン・ウェイクの反対サイド）の座を争った結果、レギュラーシーズン開幕を先発DEとして迎え、ポール・ソリアリ、ランディ・スタークスとともに4-3ディフェンスの先発ラインを務めた。第13週のニューヨーク・ジェッツ戦では第1Qにジーノ・スミス、第4Qにマット・シムズをサックするなど、10タックル、2.5サックをあげて、AFC週間MVP守備部門に選ばれた。この年11.5サックをあげた。この年先発14試合を含む16試合に出場し、57タックル、11.5サックをあげた。
2014年もウェイクとともに先発DEを務めた。第6週のグリーンベイ・パッカーズ戦では7タックル、1.5サックをあげた。この年46タックル、6.5サックをあげた。
2015年もウェイクとともに先発DEを務めた。この年先発DTにはエンダムカン・スー、アール・ミッチェルが起用された。第13週のボルチモア・レイブンズ戦では2.5サックをあげた。第15週のサンディエゴ・チャージャーズ戦では11タックル、0.5サックをあげた。この年全16試合に先発し、61タックル、7.5サックをあげた。

### ニューヨーク・ジャイアンツ
2016年3月9日、ニューヨーク・ジャイアンツと5年8500万ドルで契約を結んだ。DEジェイソン・ピエールポール、DTデイモン・ハリソン、ジョナサン・ハンキンスと共に先発で起用された。第10週のシンシナティ・ベンガルズ戦で10タックルをあげた。第12週のクリーブランド・ブラウンズ戦ではジョシュ・マカウンを2度サックした。第13週のピッツバーグ・スティーラーズ戦でも2サックをあげた。この年63タックル、8.5サックをあげて、オールプロセカンドチームに選ばれた。
2017年もジェイソン・ピエールポールと共に先発DEとして起用されたが、第5週から第9週までの4試合を足首の怪我で欠場した。第10週のサンフランシスコ・フォーティナイナーズ戦でC・J・ベサードのパスをインターセプト、これはプロ入り初のインターセプトであった。この年12試合に先発出場し、37タックル、6.5サックをあげた。
2018年、パット・シューマーがヘッドコーチに就任し、ジェームズ・ベッチャーが守備コーディネーターとなるとチームは4-3ディフェンスから3-4ディフェンスにシステムを変更した。そのため彼はディフェンシブエンドからアウトサイドラインバッカーにコンバートされた。トレーニングキャンプでは、カリーム・マーティン、コナー・バーウィン、ロレンゾ・カーターとポジションを争い、先発OLBとなった。先発ILBはB・J・グッドソン、アレック・オグレツリーであった。開幕から5試合を足首の負傷で欠場した。第13週のシカゴ・ベアーズ戦で2サックをあげた。第17週のダラス・カウボーイズ戦で2.5サックをあげた。この年11試合に先発し、30タックルをあげた彼は、プロフットボールフォーカスよりエッジラッシャーとしてはリーグで14位に評価された。プロボウルの補欠に選ばれていた彼は、翌年1月19日、負傷欠場するカリル・マックの代わりにプロボウルに選ばれた。

### クリーブランド・ブラウンズ
2019年3月13日、オデル・ベッカムと共にジャブリル・ペッパーズ、ケビン・ザイトラー、同年のドラフト3巡指名権と引き替えにクリーブランド・ブラウンズにトレードされた。